# Digital native
De term digital native beschrijft een persoon die is opgegroeid met de informatietechnologie van het digitale tijdperk. Dit in tegenstelling tot een digitale immigrant, die pas als volwassene met digitale systemen heeft leren omgaan. Beide termen werden voor het eerst gebruikt in 1996, in het kader van de Onafhankelijkheidsverklaring van cyberspace, opgesteld door J.P. Barlow, en in 2001 gepopulariseerd door onderwijsspecialist Marc Prensky in een artikel met de titel Digital Natives, Digital Immigrants. 
In de praktijk komen dus de eerste digital natives uit de generatie van de Millennials, maar vooral uit de daaropvolgende Generatie Z. 